# Victoria Heredia
Victoria Catarina Heredia Tamez, född 28 maj 1996, är en mexikansk taekwondoutövare.

## Karriär
I november 2014 tog Heredia guld i 67 kg-klassen vid centralamerikanska och karibiska spelen i Veracruz efter att ha besegrat dominikanska Deysy Montes de Oca i finalen. I juli 2015 tog Heredia silver i 67 kg-klassen vid panamerikanska spelen i Toronto efter en finalförlust mot amerikanska Paige McPherson. I juni 2016 tog hon brons i 67 kg-klassen vid panamerikanska mästerskapen i Querétaro. I augusti 2017 tog Heredia brons i 67 kg-klassen vid universiaden i Taipei.
I juli 2018 tog Heredia silver i 67 kg-klassen vid panamerikanska mästerskapen i Spokane efter en finalförlust mot amerikanska Paige McPherson. Samma månad tog hon brons i 67 kg-klassen vid centralamerikanska och karibiska spelen i Barranquilla. I oktober 2018 tog Heredia brons i 67 kg-klassen vid Grand Prix i Manchester.
I juni 2021 tog Heredia silver i 67 kg-klassen vid panamerikanska mästerskapen i Cancún efter en finalförlust mot brasilianska Milena Titoneli. I maj 2022 tog hon brons i 73 kg-klassen vid panamerikanska mästerskapen i Punta Cana.
I juli 2023 var Heredia en del av Mexikos lag som tog guld i lagtävlingen vid centralamerikanska och karibiska spelen i San Salvador. I oktober 2023 tog hon brons i +67 kg-klassen vid panamerikanska spelen i Santiago. Heredia tog även silver tillsammans med Fabiola Villegas och Leslie Soltero i lagtävlingen.
I maj 2024 tog Heredia brons i 73 kg-klassen vid panamerikanska mästerskapen i Rio de Janeiro.